# Telepsykologi
Telepsykologi definieras som tillhandahållande av psykologiska tjänster (psykologisk bedömning, diagnosticering, psykologisk behandling, konsultation, handledning samt utbildning) på distans genom kommunikationsteknologi såsom telefoni, epost, chat, videosamtal och videokonferens. Telepsykologi är en del av det bredare begreppet telehälsa. 
Definitionen av telepsykologi skiljer sig från begrepp som onlineterapi och e-terapi då telepsykologi även innefattar användandet av telefon och andra typer av kommunikation i tillägg till datorer. 

## Evidens
Forskningsstudier tyder på att telemental hälsa motsvarar traditionell psykisk vård och att det är ett acceptabelt alternativ.  Enligt en genomgång av tidigare forskning gjord på området är telemental hälsa i form av telepsykologi och telepsykiatri effektivt när det gäller bedömning och diagnosticering samt behandling av många olika former av psykisk ohälsa. De flesta studier undersöker dock endast användning av videosamtal men ett fåtal studier undersöker även asynkron kommunikation och indikerar att asynkron terapi kan vara lika effektivt som traditionell terapi.  
Det finns flera fördelar med telepsykologi. Främst nämns det faktum att en större del av populationen får tillgång till psykisk vård, något som ligger i linje med målet för hälso- och sjukvården: en god hälsa och en vård på lika villkor för hela befolkningen. Genom psykologtjänster online nås såväl personer som bor i glesbygden med begränsad tillgång och valmöjlighet när det gäller psykisk vård som de som är fysiskt eller psykiskt rörelsehindrade. Vidare kan de som reser mycket i sitt arbete eller bor utomlands få tillgång till psykisk vård på sitt modersmål. Större flexibilitet när det gäller tidsbokning är ytterligare en fördel.

## Asynkrona och synkrona kommunikationsformer
Det finns två primära former för elektronisk transmission:  asynkron och synkron
Asynkron kommunikation är den vanligaste formen av telepsykologi. Asynkron kommunikation definieras ofta som kommunikationsmetoder i vilka det finns en  fördröjning i kontakten. Det kan vara i form av email, meddelande med mera . Många anser det vara ett bekvämt sätt att kommunicera då kontakten inte behöver bokas in i förväg.  En del psykologer anser dock att den fördröjning som uppstår i asynkron kommunikation kan leda till utmanande situationer.  .  En annan nackdel när det gäller denna metod är att psykologen går miste om den icke-verbala kommunikationen som innehåller värdefull terapeutisk information. Å andra sidan finns det visst belägg för att textbaserade kommunikation, till exempel
som chatt och e-post, resulterar i en mer uttrycksfull och ärlig kommunikation. Det gäller framförallt i fråga om patienter som känner sig obekväma med att prata ansikte mot ansikte . 